# Scout Taylor-Compton
Scout Taylor-Compton é uma atriz, cantora e filantropa norte americana. Ela já apareceu em  papéis de televisão e em filmes, que vão desde dramas aos do gênero horror dando-lhe a reputação de rainha do grito. Seus papéis mais notáveis incluem de Laurie Strode nos filmes de terror Halloween (2007) e Halloween II (2009), bem como Lita Ford no filme The Runaways (2010).
Ela  faz aulas de canto e canta a música tema do filme Chicken Night (2001), Taylor-Compton também tinha fornecido voz sobre o trabalho em outros filmes, incluindo The Core (2003) e O Diário da Princesa 2: Casamento Real (2004). Antes de atuar, Taylor-Compton tinha sido uma nadadora competitiva e tinha planos de participar das Olimpíadas júnior AAU. Ela gosta de vôlei, dança, ginástica e patinação, e tem vários cães. Scout é uma fã de filmes de terror. Ela é fã da atriz Danielle Harris, atuaram juntas no remake de Halloween e Halloween II. Compton também escreve letras de músicas.

## Vida pessoal
Scout Taylor Compton já namorou Andy Biersack, vocalista da banda de rock Black Veil Brides, de 2005 a 2011.

## Filmografia

### Cinema
| Ano       | Filme                                               | Papel                            | Notas                                                                      |
| --------- | --------------------------------------------------- | -------------------------------- | -------------------------------------------------------------------------- |
| 1998      | Thursday Afternoon                                  | Anna                             | Short film                                                                 |
| 1998      | 6 /29                                               | Girl #2                          | Short film                                                                 |
| 2000      | Ally McBeal                                         | Young Georgia                    | Over the Rainbow"                                                          |
| 2000      | Charmed                                             | Thistle                          | Episode: "Once Upon a Time"                                                |
| 2001      | A Window That Opens                                 | Katherine Jane                   | Short film                                                                 |
| 2001      | ER                                                  | Liz Woodman                      | Episode: "A Walk in the Woods" (scenes deleted)                            |
| 2001      | Chicken Night                                       | Penny                            | Short film                                                                 |
| 2001      | Gilmore Girls                                       | Clara Forester                   | Episode: "Love, Daisies and Troubadours" Episode: "The Bracebridge Dinner" |
| 2003      | Gilmore Girls                                       | Clara Forester                   | Episode: "That'll Do, Pig"                                                 |
| 2003      | Frasier                                             | Gym Girl                         | Episode: "Trophy Girlfriend"                                               |
| 2003      | 7 Songs                                             | Molly                            |                                                                            |
| 2003      | Audrey's Rain                                       | Young Marguerite                 | TV movie                                                                   |
| 2003      | Afterschool Delight                                 | Scout                            | Short film                                                                 |
| 2003      | The Lyon's Den                                      | Girl Fenderson                   | Episode: "Things She Said"                                                 |
| 2003      | The Guardian                                        | Sharon Diamond / Tiffany Skovich | Episode: "The Line"                                                        |
| 2003-2006 | Charmed                                             | Fairy                            | 7 episodes                                                                 |
| 2004      | The Guardian                                        | Tiffany Skovich                  | Episode: "The Bachelor Party"                                              |
| 2004      | Class Actions                                       | Lydia Harrison                   | TV movie                                                                   |
| 2004      | 13 Going on 30                                      | Tiffany (uncredited)             |                                                                            |
| 2004      | The Division                                        | Katrina Merril                   | Episode: "The Kids Are Alright"                                            |
| 2004      | Sleepover                                           | Farrah                           |                                                                            |
| 2004      | Gilmore Girls                                       | Clara Forester                   | Episode: "Tippecanoe and Taylor, Too"                                      |
| 2004      | Unfabulous                                          | Molly                            | Episode: "The Pink Guitar"                                                 |
| 2005      | Unfabulous                                          | Molly                            | Episode: "The Partner"                                                     |
| 2005      | Hidden Howie: The Private Life of a Public Nuisance | Madison                          | TV series                                                                  |
| 2005      | Cold Case                                           | Leah                             | Episode: "Wishing"                                                         |
| 2005      | That's So Raven                                     | Lauren Parker                    | Episode: "Goin' Hollywood"                                                 |
| 2006      | The Honeyfields                                     | Mary Beth                        | Short film                                                                 |
| 2006      | Without a Trace                                     | Emily Grant                      | Episode: "White Balance"                                                   |
| 2006      | Tomorrow Is Today                                   | Julie Peterson                   |                                                                            |
| 2006      | Wicked Little Things                                | Sarah Tunny                      |                                                                            |
| 2006      | Standoff                                            | Tina Bolt                        | Episode: "Peer Group"                                                      |
| 2006      | A.W.O.L.                                            | PTA Kid (uncredited)             | Short film                                                                 |
| 2007      | An American Crime                                   | Stephanie Baniszewski            |                                                                            |
| 2007      | Close to Home                                       | Grace Hendricks                  | Episode: "Fall from Grace"                                                 |
| 2007      | Halloween                                           | Laurie Strode                    |                                                                            |
| 2007      | Bones                                               | Celia Nash                       | Episode: "Soccer Mom in the Mini-Van"                                      |
| 2007      | Love's Unfolding Dream                              | Belinda Tyler                    | TV movie                                                                   |
| 2008      | The Governor's Wife                                 | Hayley Danville                  | TV movie                                                                   |
| 2008      | April Fool's Day                                    | Torrance Caldwell                | Video                                                                      |
| 2009      | Love at First Hiccup                                | Anya                             |                                                                            |
| 2009      | Obsessed                                            | Samantha                         |                                                                            |
| 2009      | Smile Pretty                                        | Nasty                            |                                                                            |
| 2009      | Halloween II                                        | Laurie Strode                    |                                                                            |
| 2009      | Life Blood                                          | Carrie Lane                      | Video                                                                      |
| 2010      | The Runaways                                        | Lita Ford                        | 2010                                                                       |
| 2010      | CSI: Crime Scene Investigation                      | Renata Clarke                    | Episode: "Internal Combustion"                                             |
| 2010      | NCIS: Los Angeles                                   | Angela Rush                      | Episode: "Full Throttle"                                                   |
| 2010      | Love Ranch                                          | Christina                        |                                                                            |
| 2010      | Triple Dog                                          | Liza Naron                       |                                                                            |
| 2025      | Into the Deep                                       | Cassidy Branham                  |                                                                            |

### Television
| Ano     | Título                         | Personagem                    | Notas            |
| ------- | ------------------------------ | ----------------------------- | ---------------- |
| 2000    | Ally McBeal                    | Young Georgia                 | 1 episode        |
| 2000-06 | Charmed                        | Fairy                         | 7 episodes       |
| 2001    | ER                             | Liz Woodman                   | 1 episode        |
| 2001-04 | Gilmore Girls                  | Clara Forester                | 4 episodes       |
| 2003    | Frasier                        | Gym Girl                      | 1 episode        |
| 2003    | Audrey's Rain                  | Young Marguerite              | TV movie         |
| 2003    | The Lyon's Den                 | Girl Fenderson                | 1 episode        |
| 2003-04 | The Guardian                   | Tiffany Skovich               | 2 episodes       |
| 2004    | Class Actions                  | Lydia Harrison                | TV Pilot         |
| 2004    | The Division                   | Katrina 'Trina' Merril        | 1 episode        |
| 2004-05 | Unfabulous                     | Molly                         | 2 episodes       |
| 2005    | Cold Case                      | Leah 1993                     | 1 episode        |
| 2005    | Hidden Howie                   | Madison, Jackson's Girlfriend | Unknown episodes |
| 2005    | That's So Raven                | Lauren                        | 1 episode        |
| 2006    | Without a Trace                | Emily Grant                   | 1 episode        |
| 2006    | Standoff                       | Tina Bolt                     | 1 episode        |
| 2007    | Close to Home                  | Grace Hendricks               | 1 episode        |
| 2007    | Bones                          | Celia Nash                    | 1 episode        |
| 2007    | Love's Unfolding Dream         | Belinda Tyler                 | TV movie         |
| 2008    | The Governor's Wife            | Hayley Danville               | TV movie         |
| 2010    | CSI: Crime Scene Investigation | Renata Clarke                 | 1 episode        |
| 2010    | CSI New York                   | Emmy Thomas                   | 1 episode        |

## Prêmios e Indicações
| Ano  | Resultado | Premiação           | Categoria                                                  | Título            |
| ---- | --------- | ------------------- | ---------------------------------------------------------- | ----------------- |
| 2004 | Indicada  | Young Artist Awards | Melhor Performance em Série de TV - Jovem Atriz Recorrente | Gilmore Girls     |
| 2005 | Indicada  | Young Artist Awards | Melhor Elenco Jovem                                        | Sleepover         |
| 2005 | Indicada  | Young Artist Awards | Melhor Performance em Série de TV - Jovem Atriz Recorrente | The Guardian      |
| 2007 | Venceu    | Method Fest         | Melhor Atriz                                               | Tomorrow Is Today |